# Atyria matutina
Atyria matutina là một loài bướm đêm trong họ Geometridae.